# 全国登文会
全国登文会（ぜんこくとうぶんかい）は、日本全国の登録有形文化財建造物の保存と活用を図る任意団体。正式名称は国登録有形文化財全国所有者の会（くにとうろくゆうけいぶんかざいぜんこくしょゆうしゃのかい）。
2023年（令和5年）9月時点で、11の都府県の所有者の会が所属している。大阪府大阪市の登録有形文化財である青山ビルに事務局を置いている。

## 沿革
- 2019年（令和元年）6月 - 9都府県（京都府、秋田県、愛知県、群馬県、東京都、和歌山県、三重県、神奈川県）にある登録有形文化財所有者の会が、各都府県の所有者の親睦を図りつつ、登録有形文化財を後世に継承していくための活動する組織として設立された[1]。

## 組織

### 所属する都府県の所有者の会
- 大阪府登録文化財所有者の会 - 2005年（平成17年）9月4日設立[2]。略称は「大阪登文会」。
- 京都府国登録文化財所有者の会 - 2007年（平成19年）4月設立[3]。略称は「京都登文会」。
- 秋田登文会
- 愛知県国登録有形文化財建造物所有者の会 - 2011年（平成23年）6月設立[4]。略称は「愛知登文会」。
- 群馬登文会
- 東京都登録有形文化財建造物所有者の会 - 2011年（平成23年）10月設立[5]。略称は「東京登文会」。
- 和歌山県国登録有形文化財所有者の会
- みえ登録有形文化財建造物友の会 - 2017年（平成29年）11月23日設立[6]。愛称は「さんとうぶん」[6]。
- 神奈川県登録有形文化財建造物所有者の会 - 2018年（平成30年）4月設立[7]。略称は「神奈川登文会」。
- 滋賀県国登録有形文化財建造物所有者の会 - 2023年（令和5年）7月1日設立[8][9]。略称は「滋賀登文会」。